# Falisci
I Falisci, in senso stretto "abitanti di Falerii", corrispondente alla moderna Civita Castellana, è il nome con cui i Romani indicavano un antico popolo dell'Etruria meridionale.

## Etimologia
L'etnonimo dei Falischi è probabilmente di origine latina, ed è legato al toponimo della loro città principale, Falerii, e come sosteneva Ovidio, potrebbe derivare dal nome del suo mitico fondatore Aleso, Haleso in Latino, dopo la cambiamento dell'iniziale h in f, evoluzione di cui si trovano altri esempi in falisco, sebbene le circostanze e la cronologia siano controverse, e che è documentata anche in alcune varianti della lingua etrusca.
La prima apparizione dell'etnico potrebbe essere l'iscrizione riferita a [mi a]uvileś feluskeś scritta su una stele funeraria del VII secolo a.C., rinvenuta a Vetulonia  , dove se il termine feluskeś fosse la traduzione etrusca del latino faliscus, allora la stele sarebbe dedicata ad Aulo il Falisco. Successivamente, alla fine del V sec. C. e nella IV a. C., sono documentate le forme probabilmente correlate Feleskenas e Veluske, e forse anche quella del personaggio Venthical [...]plsachs. che appare nella Tomba François.

## Storia

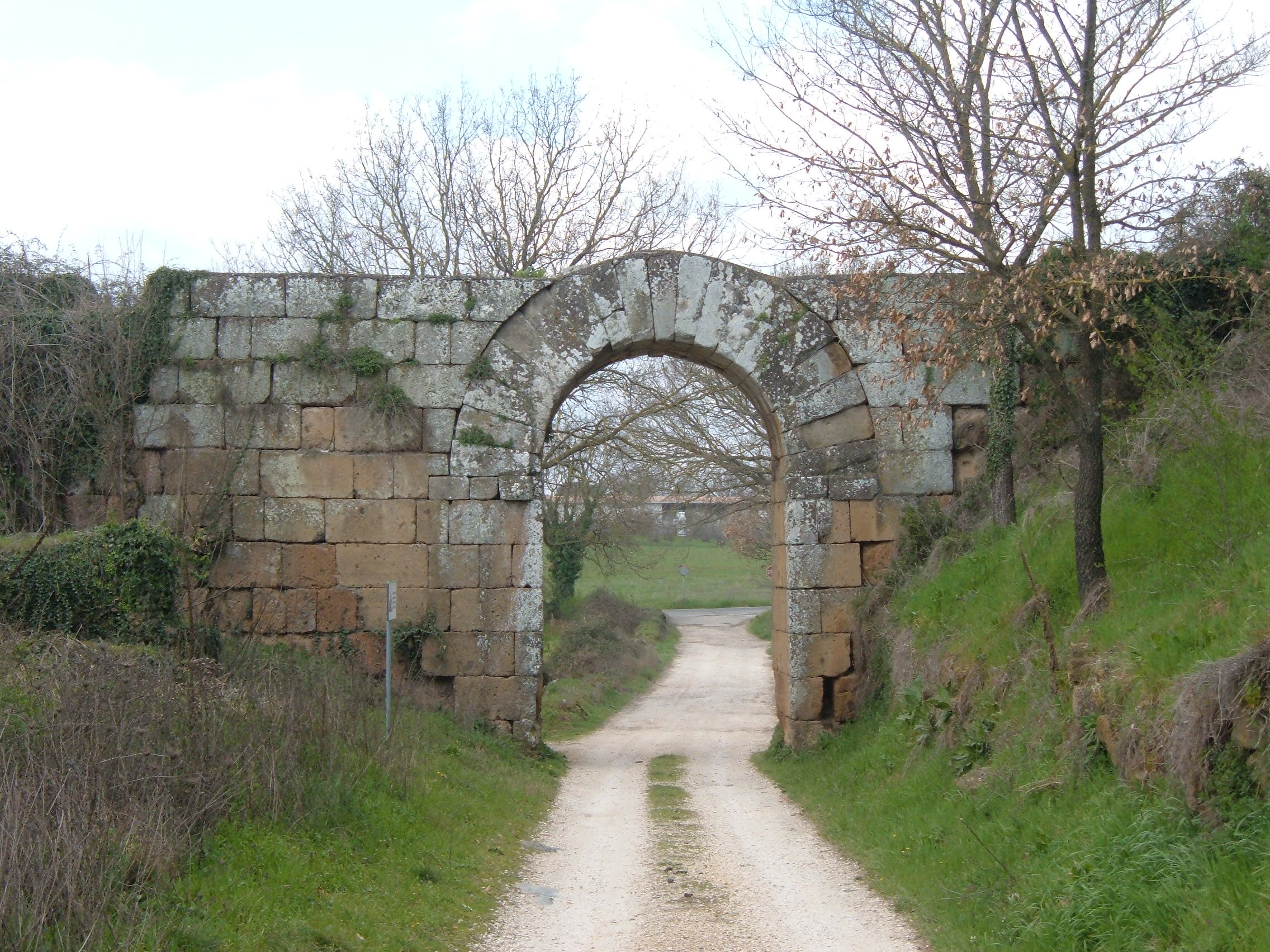
Porta di Giove a Falerii Novi.

I Falisci vengono menzionati dagli scrittori antichi, tra questi da Strabone che si rifà verosimilmente a Polibio. La storia dei Falisci è direttamente legata a quella degli Etruschi dei quali sono alleati, insieme con gli abitanti della vicina Capena, a partire dal V sec. a.C. quando iniziano le lotte contro Roma. La vicinanza dei Falisci con gli Etruschi è tale da essere inclusi da Tito Livio fra i popoli etruschi insieme ai quali partecipano ai concili federali presso il Fanum Voltumnae, il santuario "nazionale" degli Etruschi.

### Origini

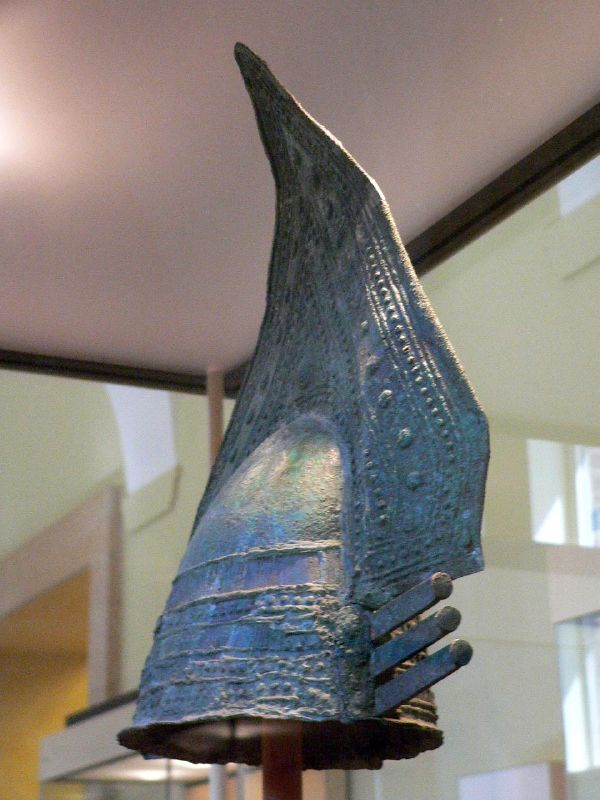
Elmo crestato falisco dell'VIII sec. a.C. esposto al Penn Museum di Filadelfia.

Secondo il mito il capostipite dei Falisci fu Aleso, figlio illegittimo o compagno d'arme di Agamennone, fuggito da Argo (città antica) in Italia, dove fondò la città che da lui prese il nome.
Diverse sono le ipotesi riguardanti la loro origine: sulla base di considerazioni linguistiche, gli studiosi individuano la lingua falisca all'interno delle lingue indoeuropee, affine al latino; da qui l'ipotesi di un popolo contiguo ai Latini per lingua e costumi, che per la sua posizione fu influenzato dalla cultura etrusca. I Latino-falisci sono attestati solamente in Italia, dove giunsero intorno al II millennio a.C. durante la tarda Età del bronzo. Essi provenivano dall'Europa centrale, dove si erano cristallizzati come popolo autonomo e avevano convissuto con altri gruppi indoeuropei, tra cui gli Osco-umbri, anch'essi attestati solo in Italia. Intorno al XIII secolo a.C. i Latino-falisci migrarono nella Penisola italica, occuparono la costa tirrenica tra gli attuali Lazio e Calabria e si sovrapposero o si mescolarono alle popolazioni neolitiche più antiche. Praticanti la cremazione del defunto, possedevano buone conoscenze metallurgiche.
Nei centri falisci ci sono tracce di insediamenti e tombe risalenti alla Cultura protovillanoviana, mentre sono carenti le testimonianze della prima età del Ferro.
A Falerii la più antica testimonianza di occupazione, databile alla tarda età del bronzo, è stata rinvenuta a nord-ovest, sul colle Vignale, che potrebbe essere stato l'originario insediamento di Falerii, se non proprio il primo tra gli stessi falischi: il sito sarebbe quello attorno al quale iniziò il processo di sinecismo che diede origine alla città e ne divenne poi l'acropoli, anche se altre interpretazioni si limitano a considerarlo un mero santuario extraurbano. La necropoli più antica, situata di fronte al colle del Vignale, risale al IX secolo a. C., quindi in epoca villanoviana, ma il definitivo insediamento caratterizzato dalla presenza di una cinta miraria, risale solo alla fine del V secolo a.C. o inizio della IV a.C. A Narce, gli scavi mostrano un'iniziale occupazione della collina di Narce propriamente detta, ampliata nel corso del VII-VI secolo a.C. al vicino monte Li Santi, per estendersi alla fine dell'ultimo periodo del secolo scorso fino al colle Pizzo Piede.
Sebbene sia stata talvolta postulata l'importanza dell'influenza sabellica sui falischi, non si hanno testimonianze di massicce invasioni o di una penetrazione paragonabile a quella degli Etruschi. Al massimo si potrebbe parlare dell'arrivo di piccoli gruppi di lingua Osco-umbra-sabellica che, come nel caso degli Hirpi Sorani, avrebbero conservato riti e memorie delle loro origini fino a quando la regione fu assorbita da Roma nel III secolo a.C. Le fasi più primitive della storia di Narce, databili intorno all'VIII a. C., sono caratterizzate da usanze funerarie più affini agli Etruschi che ai Latino-Sabelli, sia nella tipologia dei beni sepolti nelle tombe, sia nella loro architettura, anche se si osservano ancora importanti variazioni autoctone, come la continuità dell'uso di la cremazione ben dopo che a Veio cessò di essere praticata.
Secondo alcuni studi una delle prime migrazioni di popolazioni indeuropee in Sardegna si ebbe probabilmente già in epoca preromana (IV secolo a.C. circa), quando coloni Falisci, fondarono la città di Feronia (forse identificabile con l'attuale Posada) sulla costa nord-orientale dell'isola.

### V sec. a.C.
Nel 437 a.C., consoli Lucio Sergio Fidenate e Marco Geganio Macerino, iniziò un nuovo scontro tra i Romani e i veienti, che in questo frangente si allearono con Fidene e i Falisci.
Sergio Fidenate guidò l'esercito romano contro quello veiente, guidato da Lars Tolumnio, in uno scontro campale lungo le sponde dell'Aniene; i romani ebbero la meglio, ma lo scontro fu così violento, e causò così tante perdite anche tra i romani, che a Roma si decise per la nomina di Mamerco Emilio Mamercino come dittatore per condurre il continuo della guerra..
La decisione romana convinse gli etruschi e i loro alleati a ritirarsi e attestarsi sotto le mura di Fidene dove furono raggiunti anche dai Falisci. La battaglia, nella descrizione di Livio, fu accesa in poco tempo perché il re dei Veienti temeva la defezione dei Falisci, che intendevano ritornare in fretta a Falerii, a casa loro. E Larte Tolumnio combatté anche in modo acceso correndo in ogni punto del fronte per rincuorare i suoi fino a quando il tribuno militare Aulo Cornelio Cosso non lo attaccò direttamente, uccidendolo e ne spogliò il cadavere portando a Roma le spoglie opime. Per questa vittoria il dittatore romano ottenne il trionfo.

### IV sec. a.C.
I Falisci tentarono di contrastare le politiche espansionistiche romane, a cominciare dalla lunga guerra tra Roma e Veio che vide i Falisci, i Capenati, il centro arcaico di Poggio Sommavilla e i Veienti sconfitti dai Romani nel 396 a.C.. Come conseguenza della sconfitta di Veio, i Romani occuparono le città di Capena, Sutri, Nepi e nel 394 a.C. anche quella di Falerii.

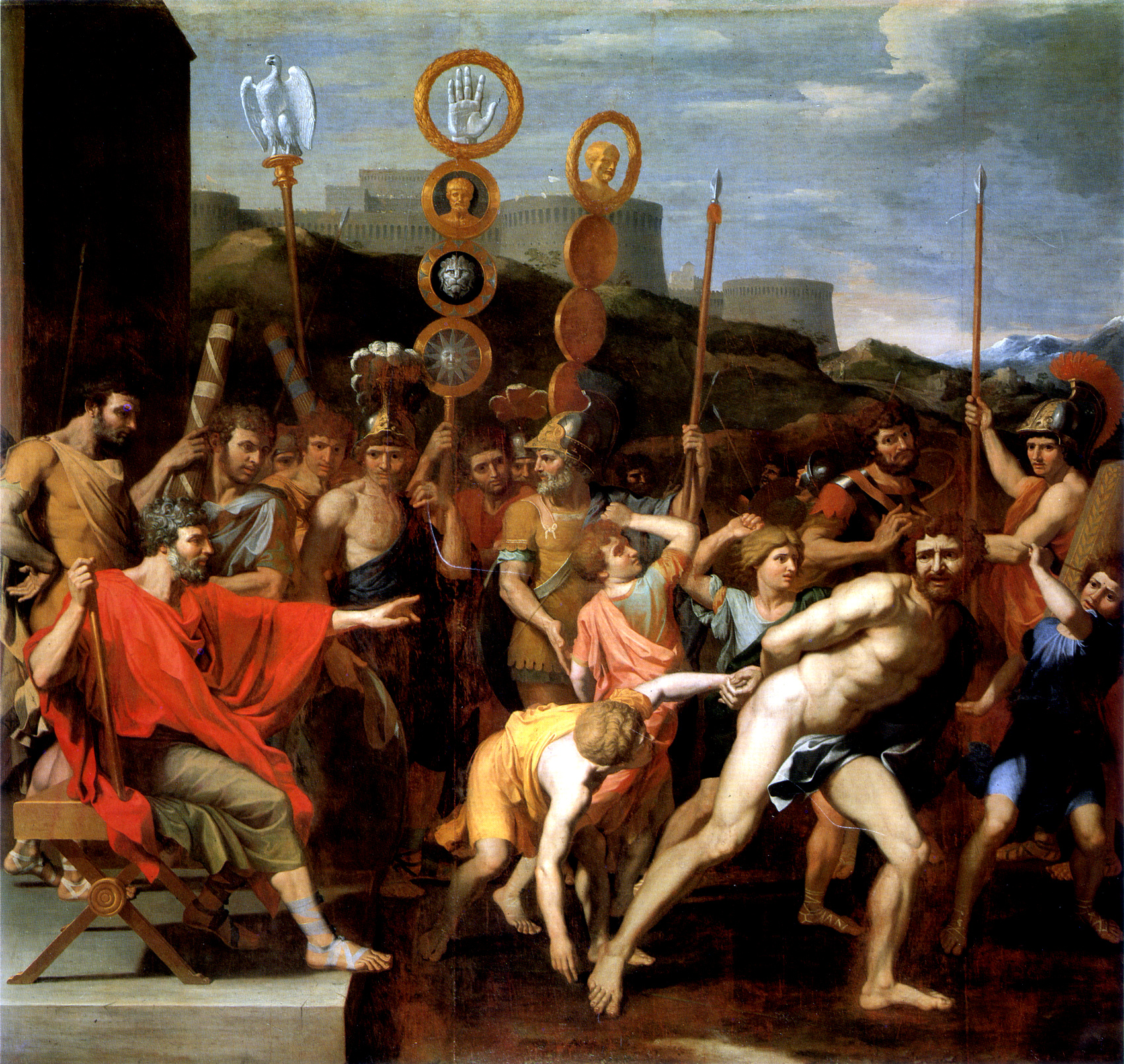
Camillo consegna il maestro ai suoi scolari, Nicolas Poussin, Louvre

Alla presa di Falerii è legato il leggendario racconto del maestro di scuola falisco, che condotti i propri ragazzi fuori dalla città, li consegnò a Furio Camillo, perché li trattenesse come ostaggi. Furio Camillo, non solo rifiutò con sdegno l'offerta, ma rimandò il maestro indietro a Faleri, con le mani legate dietro la schiena, sospinto dalle verghe di cui aveva fornito i suoi allievi. Colpiti da un così nobile gesto, i Falisci decisero di arrendersi al generale romano.
La pace con i Romani durò poco, tant'è che quando nel 358 a.C. Tarquinia insorse contro Roma, anche i Falisci presero nuovamente le armi contro il potente vicino; ma anche questa volta, precisamente nel 351 a.C., essi capitolarono nuovamente. Questa volta venne stretta un'alleanza tra Romani e Falisci, alleanza che prevedeva anche lo stanziamento di una guarnigione romana nella città di Falerii.
Il trattato di alleanza non bastò ed al termine della Prima guerra punica i Romani si rivolsero nuovamente contro i Falisci che, approfittando della guerra, erano nuovamente insorti. Questa volta però la vendetta di Roma fu tremenda: dopo averli battuti in combattimenti che costarono la vita di circa 15.000 Falisci, i Romani rasero al suolo Falerii e la ricostruirono come Falerii Novi, in una nuova sede meno difendibile, popolandola con i cittadini superstiti, privati di tutti i loro averi e di parte del loro territorio, annesso a quello di Roma come bottino di guerra.
In seguito alla vittoria sui Falisci, i Romani eressero sul Celio un tempio a Minerva capta, dove posero una statua della dea asportata dalla città di Falerii Veteres conquistata.

### III Sec. a.C.
La loro resistenza terminò nel 241 a.C. quando Falerii Veteres fu rasa al suolo e di fatto i Falisci cessarono di avere una propria storia distinta da quella romana, anche se vengono ancora citati tra gli alleati italici che nel 216 a.C. parteciparono, come alleati dei romani, alla battaglia di Canne.

## Territorio

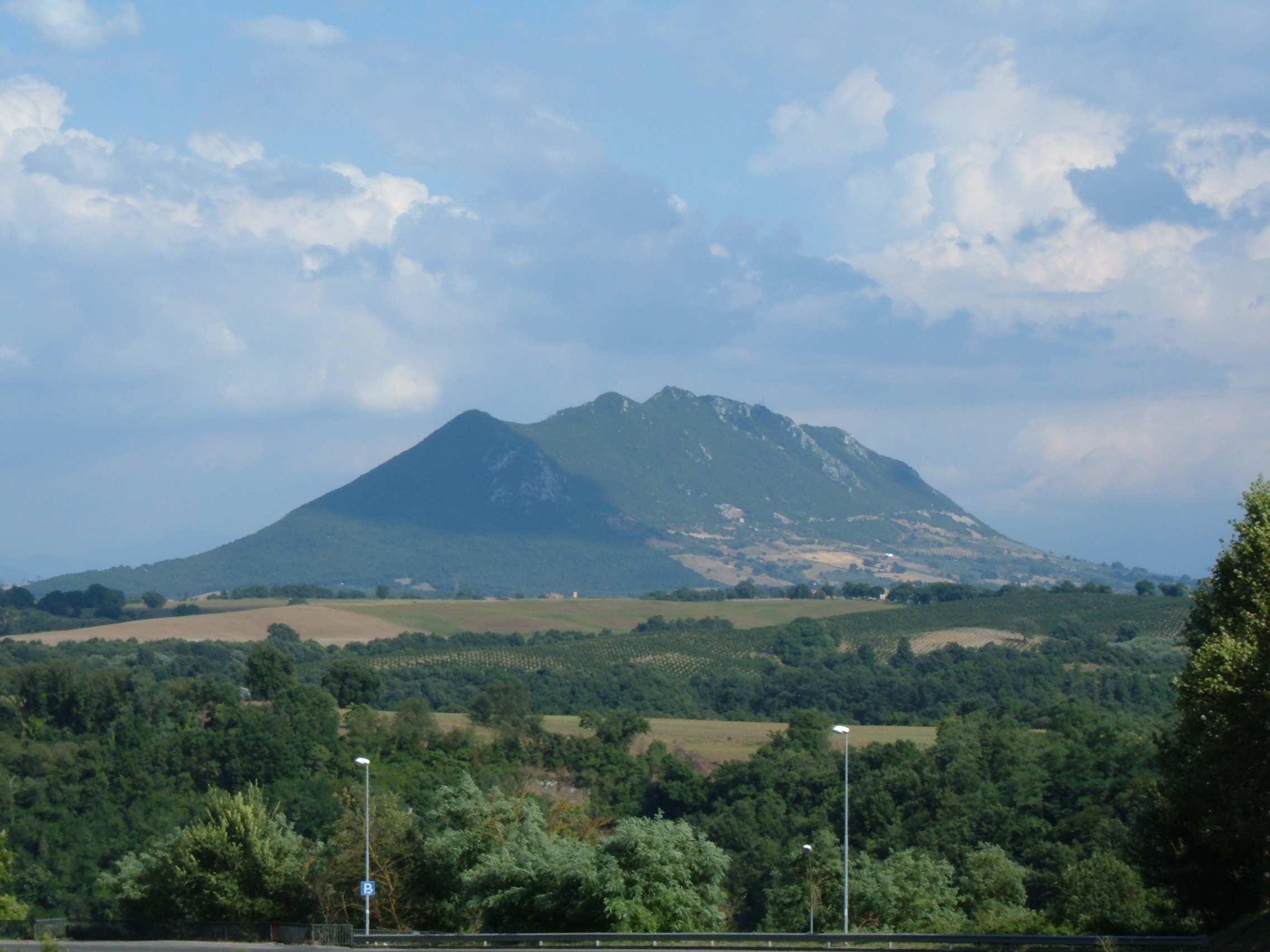
Monte Soratte visto da Civita Castellana

I Falisci risiedevano in una regione chiamata dai Romani l'Ager Faliscus, che si trovava sulla riva destra del fiume Tevere, che ne segnava il confine orientale, nella zona compresa tra Grotta Porciosa a nord e Capena a sud, con il Monte Soratte che si trovava in territorio falisco. A sud-ovest i confini erano rappresentati dalle pendici dei monti Sabatini, mentre a nord-ovest questi erano rappresentati dai monti Cimini e dalla fitta boscaglia di querce che arrivava fino alla Valle del Tevere, dove alla foce del Treja esisteva un antico guado del Tevere che collegava il centro arcaico di Poggio Sommavilla-Foglia. Ai nostri giorni, l'Ager Faliscus ricade nelle provincia di Roma e in quella di Viterbo. In epoca romana imperiale la città Falisca di Faleri Veteres e i suoi territori furono assegnati alla Regio VII Etruria insieme alle altre città stato Etrusche.
Il territorio era attraversato dalla via Amerina-Annia, aperta nel 241-240 a.C., si diverticolava dalla via Cassia presso la località Valle di Baccano, collegava Faleri Veteres con Ameria (l'attuale Amelia in Umbria) attraversando tutto il territorio falisco e toccando i suoi principali centri, e dalla via Tiberina, l'antico tratturo aperto per la transumanza, poi strada romana, che da Roma, risalendo la valle del Tevere, attraversava l'agro falisco e capenate, il centro arcaico di Poggio Sommavilla, sino alla località di Borghetto dove si innestava sulla via Flaminia puntando verso Ocriculum e l'Umbria.
Campioni di polline provenienti dal lago di Bracciano, dal lago di Monterosi e dal lago di Vico rivelano la presenza di densi boschi di montagna di querce fino a tutto il II secolo a.C., avvalorando la tradizione dell'esistenza della foresta cimina, Ciminiam siluam, ritenuta impraticabile, che separava i Falisci dall'Etruria meridionale etrusca.

## Città
Le città principali dei Falisci erano
- Falerii, detta in seguito Falerii Veteres, corrispondente all'attuale Civita Castellana, che raggiunse il suo apogeo nel VI secolo a.C.
- Fescennium, ipotesi la identificano con il complesso archeologico di Narce, nel comune di Calcata probabilmente, abbandonato dopo le campagne militari romane, altrettanto suggestiva è l'ipotesi che si trattasse dei resti archeologici rinvenuti nel comune di Corchiano.

Nepi e Sutri, già ritenute da alcuni autori città di influenza falisca, probabilmente rientravano invece in quella etrusca o alleate dei romani.

## Cultura

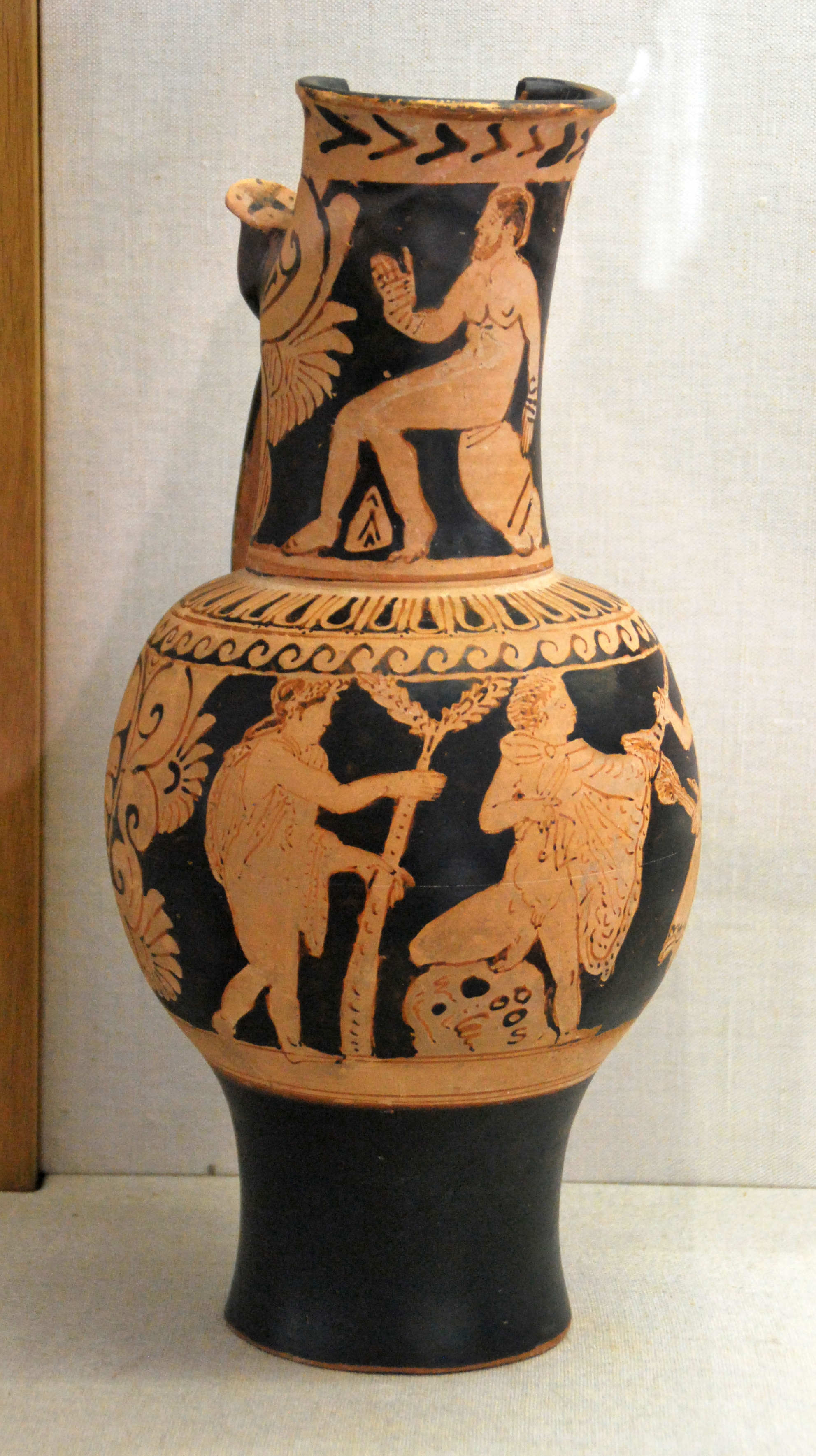
Vaso falisco esposto a Würzburg in Germania.

La comune origine di Falisci e Latini sarebbe dimostrata soprattutto dalle comunanze riscontrate tra le due lingue, tali da farle ritenere discendenti da una stessa matrice risalente all'età del Bronzo. Della lingua falisca ci sono giunte un centinaio di iscrizioni, che datano dal VII al II secolo a.C. e che sono scritte in un alfabeto, ora destrorso ora sinistrorso, molto simile all'alfabeto latino.  Il segno più caratteristico è la 'F ' che ha una forma tipica, come una freccia in alto.
Nella Valle del Tevere all'interno dell'abitato di Foglia, dopo i lavori dell'Autostrada del Sole, al di sopra di quanto rimasto di una necropoli rupestre ricavata nella parete tufacea sul quale sorge l'abitato stesso, prossimo ad un antichissimo guado del Tevere in comunicazione con il Treja, Falerii Veteres e Poggio Sommavila, è stata rinvenuta l'iscrizione in alfabeto falisco di Foglia a dictus sinistroso. Si trova su una lastra di arenaria locale. Tutte le lettere hanno altezza di 3,5 cm, tranne il sigma di 4 cm e il segno V di 3 cm.
La vicinanza con i due potenti popoli vicini dei Latini e degli Etruschi ebbe una forte influenza, riscontrabile nei ritrovamenti archeologici; i materiali archeologici comprendono anche elementi di un'influenza ellenistica orientalizzante, che dimostrano legami quantomeno di natura commerciale con le colonie greche della Campania. Nelle tombe di S. Pietro in Campo a Terni, tra gli altri reperti, ne sono stati trovati alcuni in metallo e ceramici di origine fenicia, etrusca, falisca e picena.
I Falisci veneravano Soranus, un'antica divinità italica, venerata da varie popolazioni dell'Italia centrale (Sabini, Latini ed Etruschi), i cui festeggiamenti avevano somiglianze con quelli praticati dai romani con i lupercalia. Il centro di questo culto era il Monte Soratte.
Festo affermava che anche i Falisci chiamavano Decimatrus una celebrazione che aveva luogo il decimo giorno dalle idi, simile alla Quinquatria, una festività romana dedicata a Minerva.